# Vichadero
Vichadero ist eine Stadt im Norden Uruguays.

## Geographie
Sie liegt auf dem Gebiet des Departamento Rivera in dessen Sektor 8 am Fuße des 282 Meter hohen Cerro de Vichadero, 132 km südöstlich von der gleichnamigen Departamento-Hauptstadt entfernt. Mit dieser ist man über die Ruta 27 verbunden. Die Distanz zur nächstgrößeren Stadt Melo im Südosten beträgt 100 km. Einige Kilometer westlich von Vichadero fließt der Arroyo Caraguatá. Im Gebiet des Cerro Vichadero sind, ebenso wie im in einiger Entfernung westlich gelegenen Zapucay Manganerzvorkommen vorhanden.

## Geschichte
Bereits 1832 tauchte der Ort in einigen Karten unter der Bezeichnung Bichadero auf. Die Herkunft des Namens ist nicht klar. Er wird entweder vom spanischen Begriff bicho („Viehzeug“, „Ungeziefer“) abgeleitet, oder vom Verb vichear („spähen“, „Ausschau halten“). Angeblich sollen die Ureinwohner vom hiesigen Berg aus die Ankunft der Spanier beobachtet haben. Errichtet wurde Vichadero auf Ländereien, die zu Beginn des 19. Jahrhunderts Manuel Oribes Schwiegervater Felipe Contucci gehörten. 1950 erfolgte die Einstufung Vichaderos als "Pueblo", 1984 wurde der Ort dann als "Villa" klassifiziert.

## Einwohner und Demografische Entwicklung
Bei der Volkszählung im Jahr 2011 wurden 3.698 gezählt, davon 1.798 männliche und 1.900 weibliche. 1996 lag die Einwohnerzahl lediglich bei 3.343.
| Jahr | Einwohner |
| ---- | --------- |
| 1963 | -         |
| 1975 | 3.156     |
| 1985 | 2.529     |
| 1996 | 3.343     |
| 2004 | 4.074     |
| 2011 | 3.698     |

Quelle: Instituto Nacional de Estadística de Uruguay

## Infrastruktur
Die Stadt verfügt über ein über die Stadtgrenzen hinaus angesehenes öffentliches Gesundheitszentrum und ein nicht profit-orientiertes Centro Médico. Es gibt des Weiteren in Vichadero zwei Schulen der Primarstufe, die Escuela Número 24 und das Colegio Habilitado Número 3 Santa Rita, sowie die weiterführende Schule Liceo Vichadero. Darüber hinaus existieren mehrere Restaurants, ein Hotel und zwei ANCAP-Tankstellen. Auch ein eigenes Theater und ein Stadion ist vorhanden.

### Verkehr
In verkehrstechnischer Hinsicht ist die Stadt neben der bereits erwähnten Straßenanbindung über die Ruta 27 durch die ebenfalls durch das Stadtgebiet führende Ruta 6 und den in der Nähe liegende Flughafen Vichadero an das Verkehrsnetz angeschlossen. Letzterer wurde in den Jahren 1955 bis 1983 regelmäßig von Flugzeugen der Fluggesellschaft Pluna angeflogen.

### Wirtschaft
Auf den fruchtbaren Wiesen Vichaderos wird Viehzucht betrieben. Zudem haben sich in jüngerer Zeit landwirtschaftliche Betriebe angesiedelt, die Reis und Soja anbauen.

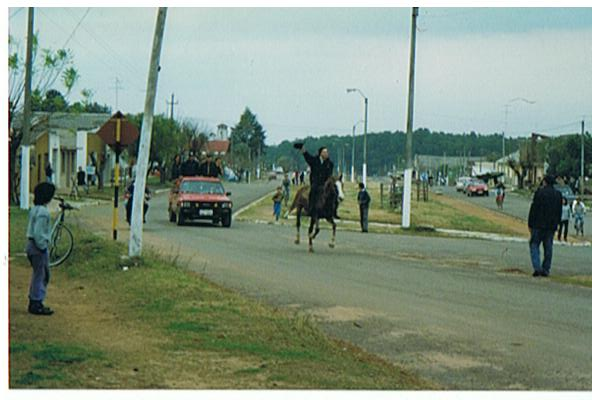
Hauptstraße (bei der Ankunft des Siegers eines Pferderennens)
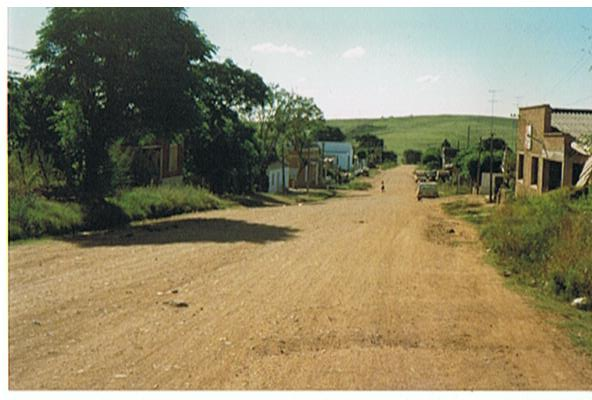
Nebenstraße (Calle J.F. Kennedy)
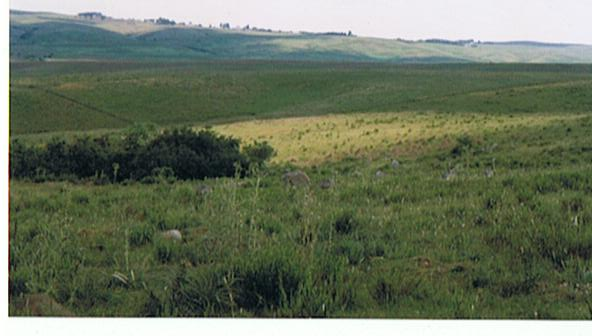
Blick auf Vichadero von Norden

## Stadtverwaltung
Bürgermeister (Alcalde) von Vichadero ist Carlos Ney Romero.

## Söhne und Töchter Vichaderos
- Jonatan Álvez (* 1986), Fußballspieler
- Diego Casas (* 1995), Fußballspieler